# Samu Aghehowa
Samuel Omorodion Aghehowa (Melilla, 5 de mayo de 2004) es un futbolista español que juega de delantero en el F. C. Porto de la Primeira Liga.

## Trayectoria

### Granada Club de Fútbol
Nacido en Melilla y criado en Sevilla, es hijo de padres nigerianos, formado en las categorías inferiores de la Asociación Deportiva Nervión de Sevilla. En julio de 2021 firmó por el Granada C. F. para jugar en el Juvenil "A", firmando un contrato por tres temporadas.
En la temporada 2022-23 se incorporó a la plantilla del Recreativo Granada de la Segunda RFEF, club en el que se destapó como goleador al anotar 11 goles en 21 jornadas de liga. El 14 de agosto de 2023, en la primera jornada de competición, hizo su debut en Primera con el Granada C. F., necesitando tan solo una hora para anotar su primer gol ante el Club Atlético de Madrid.

### Club Atlético de Madrid
Precisamente el Atlético lo fichó una semana después tras pagar la cláusula de rescisión. El 26 de agosto fue cedido al Deportivo Alavés. En su etapa en Vitoria marcó ocho tantos en los 35 encuentros que disputó.

### Fútbol Club Oporto
En agosto de 2024, tras participar en los Juegos Olímpicos, regresó a Madrid y el día 24 de ese mismo mes fue traspasado al F. C. Porto. Debutó una semana después ante el Sporting C. P. y en los siguientes cinco partidos marcó en todos ellos sumando un total de siete goles.
Anteriormente era conocido deportivamente como Samu Omorodion, pero en noviembre de 2024 anunció que prefería que le llamasen Samu Aghehowa para honrar a su madre.

## Selección nacional
Fue internacional con la selección sub-19 de España, participando en el Campeonato de Europa de 2023. El 1 de septiembre de 2023 fue convocado con la selección sub-21. En 2024 fue parte de la selección española olímpica que ganó el oro en los Juegos Olímpico de París.
El 18 de noviembre de 2024 hizo su debut con la selección absoluta en un encuentro de la Liga de Naciones de la UEFA 2024-25 contra Suiza.

## Estadísticas

### Clubes
Actualizado al último partido disputado el 23 de junio de 2025.
| Club                             | Div.          | Temporada     | Liga  | Liga  | Liga   | Copas nacionales | Copas nacionales | Copas nacionales | Copas internacionales | Copas internacionales | Copas internacionales | Total | Total | Total  |
| Club                             | Div.          | Temporada     | Part. | Goles | Asist. | Part.            | Goles            | Asist.           | Part.                 | Goles                 | Asist.                | Part. | Goles | Asist. |
| -------------------------------- | ------------- | ------------- | ----- | ----- | ------ | ---------------- | ---------------- | ---------------- | --------------------- | --------------------- | --------------------- | ----- | ----- | ------ |
| Club Recreativo Granada · España | 4.ª           | 2021-22       | 3     | 0     | 0      | ―                | ―                | ―                | ―                     | ―                     | ―                     | 3     | 0     | 0      |
| Club Recreativo Granada · España | 4.ª           | 2022-23       | 33    | 18    | 1      | ―                | ―                | ―                | ―                     | ―                     | ―                     | 33    | 18    | 1      |
| Club Recreativo Granada · España | Total club    | Total club    | 36    | 18    | 1      | 0                | 0                | 0                | 0                     | 0                     | 0                     | 36    | 18    | 1      |
| Granada C. F. · España           | 1.ª           | 2023-24       | 1     | 1     | 0      | ―                | ―                | ―                | ―                     | ―                     | ―                     | 1     | 1     | 0      |
| Granada C. F. · España           | Total club    | Total club    | 1     | 1     | 0      | 0                | 0                | 0                | 0                     | 0                     | 0                     | 1     | 1     | 0      |
| Deportivo Alavés · España        | 1.ª           | 2023-24       | 34    | 8     | 1      | 1                | 0                | 0                | ―                     | ―                     | ―                     | 35    | 8     | 1      |
| Deportivo Alavés · España        | Total club    | Total club    | 34    | 8     | 1      | 1                | 0                | 0                | 0                     | 0                     | 0                     | 35    | 8     | 1      |
| F. C. Porto Portugal             | 1.ª           | 2024-25       | 30    | 19    | 3      | 3                | 0                | 0                | 12                    | 8                     | 0                     | 45    | 27    | 3      |
| F. C. Porto Portugal             | Total club    | Total club    | 30    | 19    | 3      | 3                | 0                | 0                | 12                    | 8                     | 0                     | 45    | 27    | 3      |
| Total carrera                    | Total carrera | Total carrera | 101   | 46    | 5      | 4                | 0                | 0                | 12                    | 8                     | 0                     | 117   | 54    | 5      |

## Palmarés

### Torneos internacionales
| Título           | Equipo                       | Sede  | Año  |
| ---------------- | ---------------------------- | ----- | ---- |
| Juegos Olímpicos | Selección de España (sub-23) | París | 2024 |